# فورد موديل ان
فورد موديل ان (بالإنجليزية: Ford Model N)‏ هي سيارة من صناعة شركة فورد أنتجت في 1906.